# Processione dei facchini della Balla
La processione dei facchini della Balla era una processione che si svolgeva a Milano il 29 gennaio, festa patronale di sant'Aquilino, organizzata dalla corporazione dei facchini.

## Storia

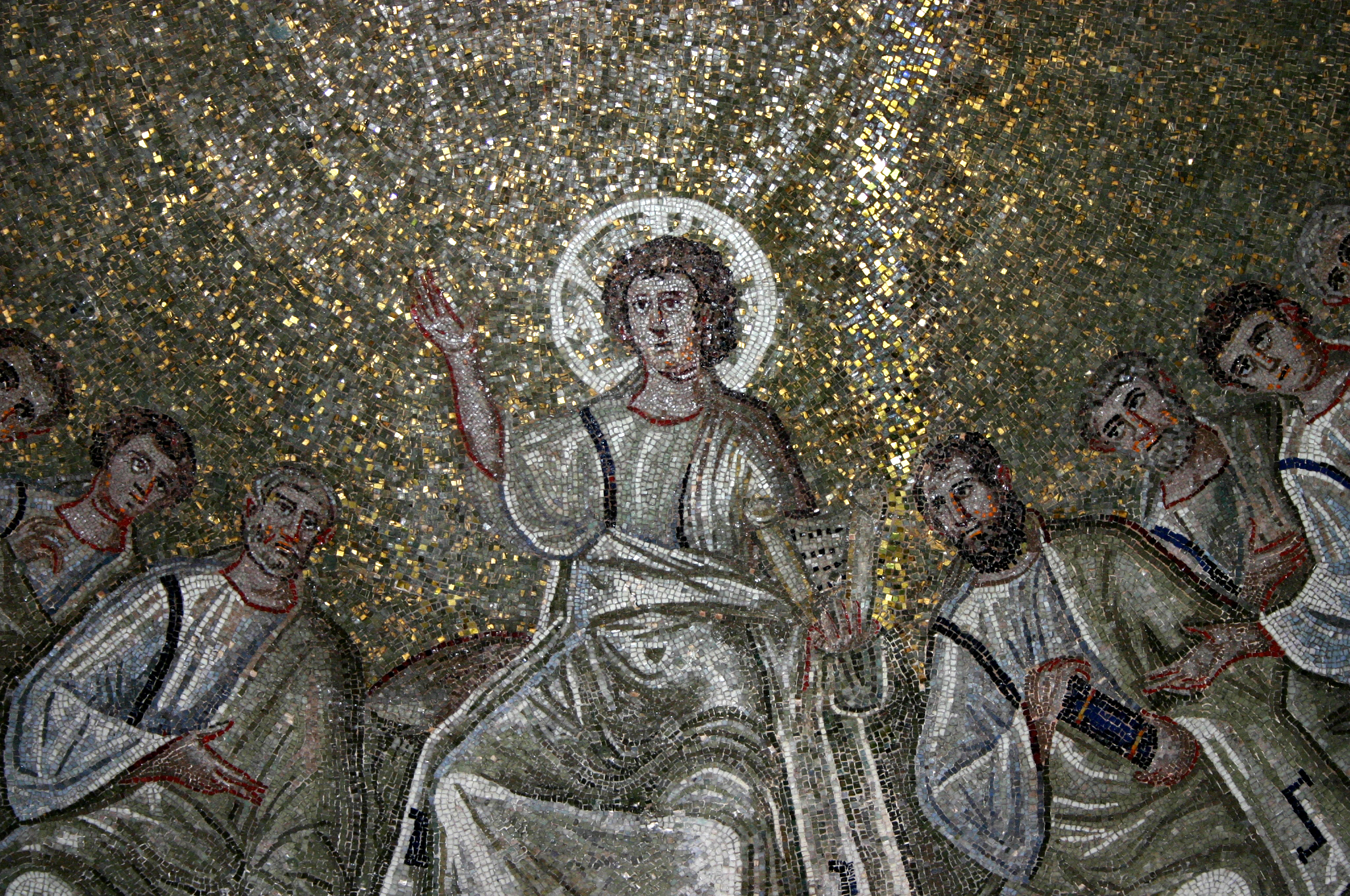
Dettaglio dei mosaici del sacello di Sant'Aquilino nella Basilica di San Lorenzo

L'origine di questa parata risalirebbe secondo la tradizione alla morte di sant'Aquilino: impegnato a Milano nella predicazione, fu assalito in una delle sue passeggiate mattutine nei pressi della Basilica di Sant'Ambrogio, quasi certamente da alcuni Patarini, o neo manichei, bersaglio delle sue orazioni, che lo lasciarono in terra morente con una spada a trafiggergli la gola.
Il cadavere del santo venne ritrovato poco dopo da una squadra di facchini al lavoro. Corsero quindi ad avvisare il vescovo Arnolfo II da Arsago, che diede l'ordine di traslare la salma nella cattedrale: i facchini vollero trasportare di persona la barella con il corpo del martire, mentre furono preceduti dall'arcivescovo, con il suo personale, che reggeva una croce e seguiti da una folla che si ingrossava man mano che la processione avanzava. Non si sa se per errore o per altri motivi, il corteo alla fine deviò e la salma del santo venne deposta in una chiesa all'epoca dedicata a San Genesio, successivamente inglobata nella Basilica di San Lorenzo e divenuta quindi la cappella di Sant'Aquilino.
Da quell'anno e per molti a venire, la processione ebbe luogo con cadenza annuale nel giorno poi dedicato a sant'Aquilino, che venne scelto dalla confraternita dei facchini come loro santo protettore. La processione entrò nella cultura milanese tanto che il termine "facchinata" indicava ormai una generica allegra e confusionaria processione. Tra gli annali rimane la celebre facchinata straordinaria organizzata nell'ottobre 1771 in onore delle nozze tra l'arciduca Ferdinando d'Austra e Maria Beatrice d'Este, ricordata da molte cronache per la sua fastosità e per la sua durata che raggiunse le ore per un tragitto di poco superiore al chilometro. I tempi tuttavia cambiarono, e il progresso tecnologico consentì la sostituzione dei facchini, la cui corporazione ormai divenuta inutile fu sciolta: la processione dei facchini della Balla fu negli anni dimenticata. Della tradizione rimane l'usanza da parte del sindaco di Milano o di un suo delegato di porgere nella cappella di Sant'Aquilino un otre di olio di oliva per consentire ad una fiaccola posta di fianco alla tomba del santo di ardere.

## Svolgimento
Il 29 gennaio di ogni anno la confraternita dei facchini si radunava in via della Palla, nella Nobile Contrada di Sant'Ambrogio, davanti all'omonima chiesa oggi scomparsa, corrispondente all'odierna via San Maurilio, e dava il via alla processione dei facchini della Balla. Le origini del nome "Balla" sono incerte e vi sono due ipotesi principali: la prima era dovuta al fatto che i facchini avevano come ritrovo uno slargo chiamato piazzetta della Balla o semplicemente la Balla, un breve tratto della odierna via Torino, così a sua volta chiamata perché quel luogo un tempo era deputato ad un non meglio precisato gioco della palla. La seconda ipotesi è che il nome "Balla" derivasse dal modo di chiamare in milanese i generici bagagli "imballati" portati dai facchini, nome che poi si sarebbe esteso alla zona del loro ritrovo.
La processione partiva dalla via della Palla, oggi via san Maurilio, e proseguiva verso la corsia della Palla, a toccare la chiesa di San Giorgio al Palazzo, poi verso contrada della Lupa (entrambe oggi inglobate nel tracciato di via Torino), della Lupetta, fino a raggiungere la chiesa di Sant'Alessandro in Zebedia. Le vie erano tutte addobbate con drappi bianchi e rossi, il colore della città. La processione proseguiva verso il Carrobbio e quindi verso la Basilica di San Lorenzo a deporre un otre di olio per alimentare la lampada posta accanto alla tomba di Sant'Aquilino, con l'arcivescovo a presiedere il rituale.
Una volta finita la processione, i facchini agghindati con gli abiti cerimoniali della confraternita, ovvero con le divise bianche e blu, i grembiuli ricamati d'oro e d'argento e i cappelli con pennacchi, si disperdevano nelle osterie circostanti a San Lorenzo e si dedicavano a festeggiamenti per tutta la notte, da cui con "facchinate" nel milanese si indicarono per molti anni processioni o scorribande festose dal tono goliardico e carnevalesco.